# Maurice-Lemaire-Tunnel
Der 6872 Meter lange Maurice-Lemaire-Tunnel in Frankreich, meist als Tunnel de Sainte-Marie-aux-Mines bezeichnet, wurde 1937 als Eisenbahntunnel an der Bahnstrecke Sélestat–Lesseux-Frapelle eröffnet. 1973 wurde der Bahnbetrieb durch den Tunnel eingestellt. Seit 1976 wird die Route nationale 59 (die hier als Alternativroute RN 159 heißt) mautpflichtig hindurchgeführt, wodurch der längste Straßentunnel innerhalb Frankreichs entstand. Die Straße verbindet Sainte-Marie-aux-Mines und Saint-Dié und erspart dem Verkehr die Serpentinen über den Pass Col de Sainte-Marie. Benannt wurde der Tunnel nach dem ehemaligen Generaldirektor der französischen Staatsbahn SNCF und Minister in Frankreich (1951–1978) Maurice Lemaire (1895–1979), der sich für die Modernisierung des Tunnels einsetzte.

## Ursprüngliche Planung
Seit 1866 gab es erste Überlegungen für den Bau eines Tunnels, um die Region „hinter“ den Vogesen für Frankreich besser zugänglich zu machen. Die Angliederung von Elsaß-Lothringen an das Deutsche Reich nach dem Deutsch-Französischen Krieg 1870/1871 verhinderte zunächst eine Realisierung. Mit der Rückgliederung durch den Versailler Vertrag 1919 wurde die Projektierung wieder aufgenommen.
Parallel wurde eine Strecke weiter nördlich durch die Vogesen projektiert, die unmittelbar in Straßburg endete und bereits 1920 fertiggestellt werden konnte. Auch bei dieser Trasse musste ein Tunnel, der Tunnel de Lubine nur wenige Kilometer nördlich des Maurice-Lemaire-Tunnels, berücksichtigt werden, der die Besonderheit aufwies, sich zweimal gen Westen zu öffnen, weil der Streckenverlauf im Berg einen 180-Grad-Winkel beschrieb. Dieser Tunnel existiert heute nicht mehr, da der Streckenverlauf geändert wurde.
1937 konnte die Trasse von der Réseau ferroviaire d’Alsace-Lorraine samt Tunnel für den Bahnverkehr eröffnet werden. Obwohl er eigentlich nur für ein Gleis vorgesehen war, konnten doch zwei Gleise gelegt werden, da aufgrund der Länge ein größerer Tunnelquerschnitt bestimmt worden war, um die Ventilation des Lokomotivenqualms zu verbessern. Innerhalb von Tunneln war die Rauchentwicklung damals ein großes Problem. Die Trasse verläuft völlig gerade in Richtung Nordwest–Südost und ist an beiden Eingängen jeweils in Tunnelrichtung rechtsgerichtet mit einem 45-Grad-Bogen zugänglich. Auf der Seite Saint-Dié liegt das Tunnelportal auf 443 m, in Sainte-Marie auf ca. 356 m. Das Gefälle beträgt also rund 12,7 ‰.

## Nutzung im Zweiten Weltkrieg
Zwischen März und September 1944 wurde der Tunnel von den Nationalsozialisten beschlagnahmt und in eine Fabrik für Flugzeugteile umgewandelt, in der die Insassen des Konzentrationslagers Struthof Zwangsarbeit verrichten mussten. In Eile war am östlichen Ende des Tunnels bei Sainte-Marie-aux-Mines (Markirch) ein Außenlager für 800 Personen errichtet worden. Ein Großteil der Häftlinge kam aus der Region Tržič im heutigen Slowenien. Aus dieser geschichtlichen Begebenheit resultiert die seit 1966 bestehende Städtepartnerschaft zwischen Sainte-Marie-aux-Mines und Tržič. Zusammen mit dem Hauptlager wurde es im September 1944 nach Dachau „evakuiert“. Im Kursbuch vom Herbst 1944 heißt es: „Strecke Markirch – St. Dié bis auf weiteres nicht in Betrieb“.

## Umwandlung in einen Straßentunnel
Mit der Befreiung Frankreichs wurde der Tunnel wieder seiner ursprünglichen Nutzung als Eisenbahntrasse zugeführt. 1973 entschied die Bahnverwaltung SNCF, die Strecke zu schließen und den Tunnel an die Regionalverwaltung zu verkaufen. Bereits seit 1966 lagen Pläne vor, die eine Umwandlung als Straßentunnel vorsahen. Die Nationalstraße 59 wurde bislang über eine Passstraße geführt, die auf bis zu 772 Meter Höhe führte. Nicht immer war die Straße schnee- und eisfrei zu halten. Nach einem Umbau konnte der Straßentunnel im Februar 1976 eröffnet werden. Der Tunnel selbst sowie die Zufahrt von St. Dié aus hatten die Nummer 159 bekommen, weil die Passstraße weiterhin unter RN 59 firmierte. Diese Bezeichnung wurde am Scheitelpunkt, der zugleich Grenze zwischen Elsass und Lothringen ist, auf der Bergseite nach Sainte-Marie in D 459 geändert, weil die Unterhaltspflicht nicht dem Staat, sondern der Gemeinde obliegen sollte. Ein Großteil der Straße verläuft quer durch den Ort Sainte-Marie.
Von den durchschnittlich 3.400 Fahrzeugen, die den Tunnel täglich durchfahren, sind etwa 40 % Lastkraftwagen. Er ist eine wichtige Verkehrsader, die die wirtschaftliche Attraktivität der Vogesen-Grenzregion von Anfang an deutlich erhöhte. Für Gefahrguttransporte ist der Tunnel nicht zugelassen.

## Erneuter Umbau
Das Feuer im Mont-Blanc-Tunnel im März 1999, bei dem 39 Menschen starben, veranlasste die Betreiber des Maurice-Lemaire-Tunnels, grundlegende Sicherheitsstandards umzusetzen. Der Tunnel wurde zunächst für LKW gesperrt, ab April 2004 für den gesamten Verkehr, damit Sicherheitseinrichtungen eingebaut werden konnten. Zentraler, neuer Baukörper war ein zweiter, parallel verlaufender Sicherheitstunnel mit einem Durchmesser von sechs Metern. Dieser ist mit dem Haupttunnel in regelmäßigen Abständen verbunden. Seit Oktober 2008 steht der Tunnel wieder dem Verkehr zur Verfügung.
Nach dem Umbau ist die Durchfahrtsmaut deutlich gestiegen und beträgt für die einfache Fahrt für PKW 6,30 Euro und für Motorräder 3,80 Euro. Die extreme Erhöhung im Schwerlastverkehr von rund 10 auf 63, seit 2016 65 Euro, führte dazu, dass viele LKW aus Kostengründen die Passstrecke bevorzugen, was eine erhebliche Belastung der Anliegerdörfer darstellt.